# Ouragan Erika (2003)
Pour les articles homonymes, voir Cyclone tropical Erika.
L’ouragan Erika est le huitième système cyclonique et le troisième ouragan de la saison 2003. C'est la 3e utilisation du nom Erika pour un cyclone tropical, après 1991 et 1997.

## Évolution météorologique
L'ouragan Erika s'est formé à partir d'un cyclone subtropical à environ 1600 km à l'est des Bermudes le 9 août. En approchant de la Floride le 14 août, la dépression commença à prendre des caractéristiques tropicales et forma une circulation presque fermée. En arrivant dans le Golfe du Mexique, la présence d'une forte zone orageuse était discernable et on la classa comme tempête tropicale Erika. 
La circulation des vents autour d'un puissant anticyclone présent sur le sud des États-Unis la fit se déplacer rapidement vers l'ouest, mais le 16 août elle ralentit tout en s'intensifiant. Erika toucha terre près de Boca San Rafael au Mexique, soit 65 km au sud de Matamoros, dans l'État mexicain de  Tamaulipas. Une analyse des données du radar de Brownsville postérieurement à l'événement montra que les vents maximum dans la tempête avaient atteint 120 km/h avant de toucher terre et Erika fut donc déclaré un ouragan de catégorie 1 a posteriori. Sa pression centrale minimale fut de 986 hPa.

## Bilan
L'ouragan Erika fut responsable de la mort de deux personnes lors des inondations importantes qu'il causa au Mexique. Des dommages mineurs par érosion des plages furent rapportés dans le sud du Texas et le toit d'une seule maison fut endommagé pour un coût de 10 000 $US (de 2003).